# Vașcău
Vașcău (ungarisch Vaskoh) ist eine Stadt im Kreis Bihor in Rumänien.

## Lage
Vașcău liegt im Kreischgebiet am Crișul Negru (Schwarze Kreisch) – ein Quellfluss der Kreisch –, in der Talsenke Depresiunea Beiuș, am östlichen Rand des Codru-Moma-Gebirges. Die Kreishauptstadt Oradea befindet sich etwa 75 km nordwestlich.

## Geschichte
Vașcău wurde im Jahr 1552 erstmals urkundlich erwähnt. Es gehörte damals zum Einflussbereich des Osmanischen Reiches. 1699  wurde der Ort durch den Frieden von Karlowitz ein Teil des Kaisertums Österreich. In der Folge begann in der Region ein intensiver Bergbau, unter anderem auf Eisenerz. Des Weiteren bestand bis zum 18. Jahrhundert eine Goldwäscherei. 1833 entstand ein Hochofen. Nach dem Österreichisch-Ungarischen Ausgleich 1867 wurde Vașcău (damals unter seinem ungarischen Namen) Sitz eines Stuhlbezirks innerhalb des ungarischen Komitats Bihar.
Am Ende des Ersten Weltkrieges gelangte Vașcău zu Rumänien. 1956 wurde der Ort zur Stadt ernannt. Zu dieser Zeit erfolgte in der Region unter sowjetischer Aufsicht ein intensiver Uranabbau.
Nach der Schließung der Urangruben wird heute noch Kalkstein und Marmor abgebaut. Weitere wichtige Erwerbszweige sind der Ackerbau die Viehzucht und die Metallverarbeitung.

## Bevölkerung
1880 lebten in der heutigen Stadt 2570 Menschen, davon 2395 Rumänen, 151 Ungarn und 15 Deutsche. Davon lebten nur 525 in Vașcău, die übrigen in den heute eingemeindeten Orten. Im Jahr 1956 wurde mit 4538 Einwohnern das Bevölkerungsmaximum erreicht. Bei der Volkszählung 2002 wohnten in Vașcău nur noch 2854 Einwohner, darunter 2804 Rumänen, 20 Roma und 15 Deutsche.

## Verkehr

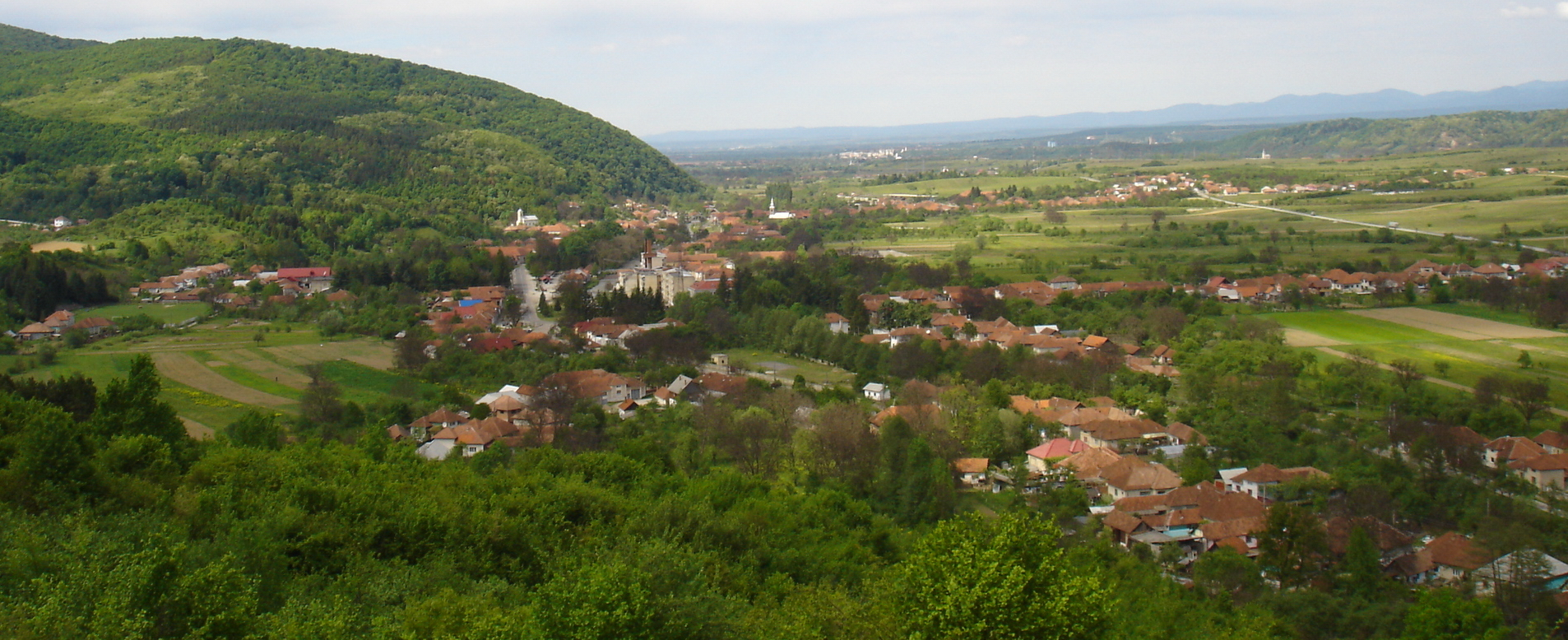
Vașcău

Vașcău war Endpunkt einer von Holod führenden Bahnlinie, die den Anschluss nach Oradea ermöglichte. Die Strecke wurde vom Privatanbieter S.C. Regional S.R.L. bedient. Zum 1. Januar 2020 wurde der Zugverkehr auf der Strecke eingestellt.
Durch Vașcău führt die Europastraße 79 (zugleich Nationalstraße Drum național 76). Es bestehen Busverbindungen nach Oradea und Deva.

## Sehenswürdigkeiten
- Holzkirche im Ortsteil Colești (18. Jahrhundert)
- landschaftlich reizvolle Umgebung (Bihor- und Codru-Moma-Gebirge)

## Söhne und Töchter der Stadt
- Marius Sala (1932–2018), Linguist, Rumänist und Romanist
- Alexandru Boc (* 1946), Fußballspieler